# Великий Хаос (Алупкинський парк)
Великий Хаос — оригінальна пам'ятка природи у Криму, Алупкинський парк.

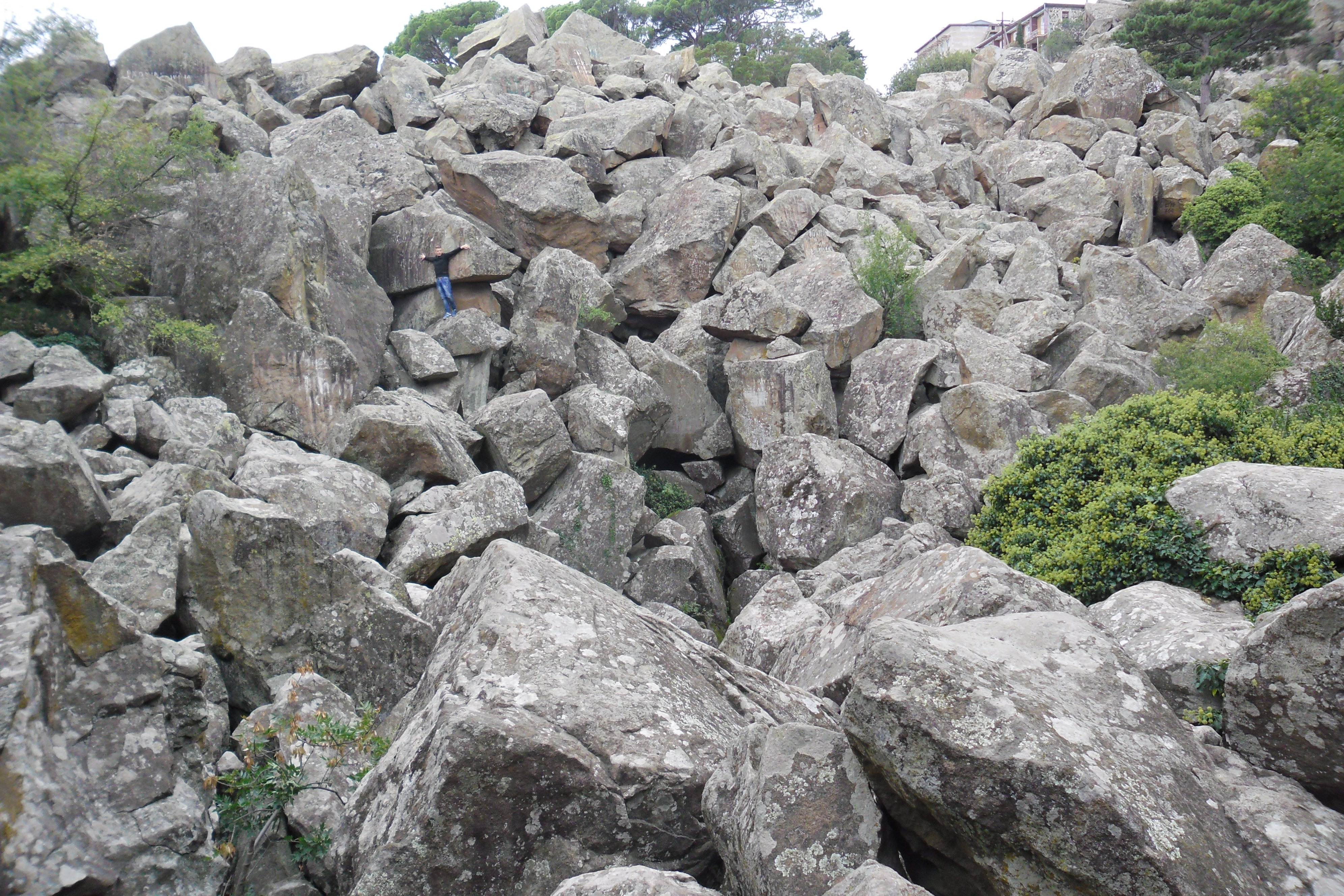
Великий Хаос (Алупкинський парк) 2015 р. Людина в кадрі показує масштаб валунів

## Локалізація
Великий Хаос знаходиться на північній околиці Верхнього парку. Великий Хаос — це величний каскад кам'яних брил. Вершина його увінчана гаєм Алеппський та італійських сосен. Між Великим і Малим хаосами знаходяться три штучних ставка, яким надано мальовничі обриси гірських озер. Безпосередньо до Воронцовського палацу примикає так званий Малий хаос.

## Утворення
Хаос складається з величезних блоків діабазу. У давнину стався викид магматичної породи в товщі надр, зверху вона була прикрита чохлом глин і як би розтеклася в земній товщі, а знизу знаходився шар сланців. Верхній чохол гірських порід був з неї з плином часу змитий, і так само ґрунтові води вимили з-під неї менш твердий сланець. Цей величезний капелюх вулканічного гриба розсіявся на величезну кількість осколків — так виник алупкинський хаос. Він був ретельно вписаний в планування парка, через нього прокладено ряд стежок, що утворюють майже лабіринт, поставлені лавки, влаштовані оглядові майданчики. Окремі брили оповиті плющем і диким виноградом.